# JKA
Japan Karate Association (o JKA; conosciuta in giapponese come Nihon Karate Kyokai (日本空手協会), o alle volte solamente come "kyokai" (協会) presso i praticanti in Giappone) è una delle più importanti e maggiormente influenti organizzazioni di karate shotokan, non riconosciuta dal CIO. È una delle più antiche organizzazioni di karate che continuano ad operare attualmente.

## Origini
Gichin Funakoshi giocò un ruolo importante nell'introduzione del karate da Okinawa al Giappone, adattando i metodi dell'allenamento tecnico per ridurre le lesioni. Successivamente nel 1940 alcuni dei suoi allievi più anziani (come per esempio: Isao Obata, Masatoshi Nakayama, Hidetaka Nishiyama) formarono una speciale organizzazione di karate, dedita alla ricerca, alla promozione e alla gestione di eventi e all'istruzione nel karate. Gichin Funakoshi, anche a 80 anni, mantenne una posizione analoga a emerito capo degli istruttori. Masatoshi Nakayama fu designato come capo istruttore. Questa fu la Japan Karate Association (JKA), fondata nel 1949..